# Marganitha
Il Marganitha (trad. it. "Perla") è una delle opere più importanti della Chiesa d'Oriente. Fu scritta nel 1298 da Abdisho bar Berika, metropolita di Nisibi e dell'Armenia.

## Edizioni
L'opera fu pubblicata per la prima volta nel 1924, con il titolo Ktaba d-Marganita, a Mosul, da Qasha Yosip d-Beth Kelaita. Una seconda edizione, con testo originale e traslitterazione in siriaco moderno, fu edito a Thrissur in India nel 1955 da Mar Thoma Darmo.
La prima edizione con traduzione in inglese del libro, opera del patriarca Mar Shimun XXI, fu edita a Ernakulam nel 1965, cui seguì nel 1988 una seconda edizione in inglese, pubblicata a Chicago.

## Contenuto
Questo Libro della perla sulla verità della fede è diviso in cinque sezioni:
- Dio
  - Teoria su Dio
  - Dio è uno e non molti
  - Dio è eterno
  - Dio è incomprensibile
  - La trinità

- La creazione
  - La creazione dell'Universo
  - Il peccato del primo uomo
  - La Legge e gli Ordini divini, e i Profeti
  - Profezie su Cristo

- La dispensa cristiana
  - L'avvento di Cristo, e la sua unione
  - La dispensa di Cristo
  - La verità del cristianesimo
  - Le differenti sette
  - La confutazione dei Credi secessi
  - Il titolo di Procreatore di Dio
  - Il quarto Qnume (Ipostasi)
  - La Chiesa
- I Sacramenti della Chiesa
  - Il numero dei Sacramenti della Chiesa
  - Il presbiteriato
  - Il battesimo
  - L'olio dell'unzione
  - L'oblazione
  - Il santa lievitazione
  - La remissione dei peccati e il pentimento
  - Il matrimonio e la verginità

1. La prima sezione è teologica, spiega la necessaria esistenza di Dio e le sue caratteristiche principali, rivelate dall'Antico Testamento.
2. La seconda è una descrizione della cosmologia, che prepara il terreno per la venuta del Messia.
3. La terza è cristologica, in quanto spiega la comprensione della personalità e della divinità di Gesù. Questa è la sezione più critica in quanto si propone di chiarire agli altri gruppi cristiani la dottrina della Chiesa d'Oriente, dato che veniva da secoli etichettata incorrettamente come "nestoriana". La tensione di questa sezione è fortemente ecumenica, essendo un tentativo di riconciliare le tendenze culturali e linguistiche che escludevano la Chiesa d'Oriente dalle più vaste comunità cristiane.
4. La quarta riguarda la pratica ed il significato dei sacramenti cristiani.
5. Un'appendice sui patriarchi della Chiesa d'Oriente spesso segue il testo del libro.

## Cronotassi patriarcale
Il testo originale del Marganitha riporta in appendice una cronotassi dei patriarchi della Chiesa d'Oriente che arriva fino a Timoteo II nella prima metà del XIV secolo. Nell'edizione del 1965 con traduzione in inglese, la cronotassi originale ha subito delle modifiche, ed è stata aggiornata fino al patriarca regnante, Shimun XXI. Questa lista di patriarchi è diversa da quella in uso nella Chiesa cattolica caldea (in particolare il periodo compreso tra il 1552 e il 1662) e da quella riconosciuta dalla critica storica. Questo, per esempio, ha portato Shimun XXI a modificare il proprio nome in Shimun XXIII, per l'aggiunta di altri due patriarchi di nome Shimun, tra cui Shimun I, ossia Simon Pietro, considerato il fondatore della Chiesa di Babilonia. Il successore di Shimun XXIII ha ritenuto valida questa cronotassi, e si è chiamato Dinkha IV, anche se nelle cronotassi documentate un patriarca Dinkha III (o Denha III) non esiste.